# Distrito fitogeográfico subantártico del bosque caducifolio
El distrito fitogeográfico subantártico del bosque caducifolio es una de las secciones en que se divide la provincia fitogeográfica subantártica. Cubre una angosta franja del sudoeste del Cono Sur sudamericano; e incluye distintas formaciones de bosques templados y fríos, tanto de coníferas como de hayas australes caducifolias las que, antes de perder su follaje, cobran tonalidades amarillas, cobrizas o anaranjadas en el otoño, brindando un espectáculo de inusual belleza. También son frecuentes las turberas, mallines, bosques achaparrados, etc.

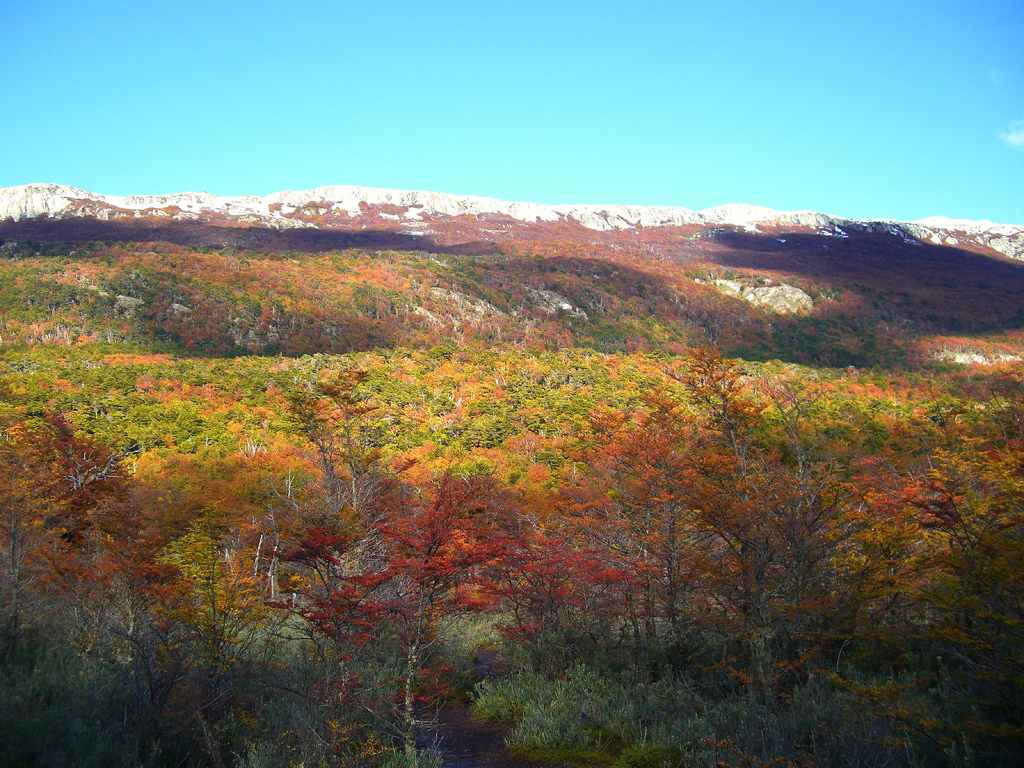
Aspecto otoñal de los bosques del distrito fitogeográfico subantártico del bosque caducifolio en el parque nacional Tierra del Fuego.

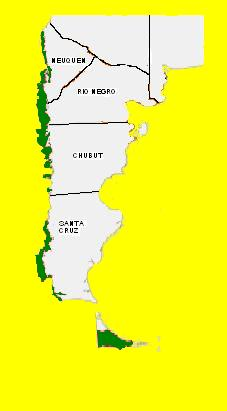
Área que cubren los bosques andino patagónicos en Argentina.

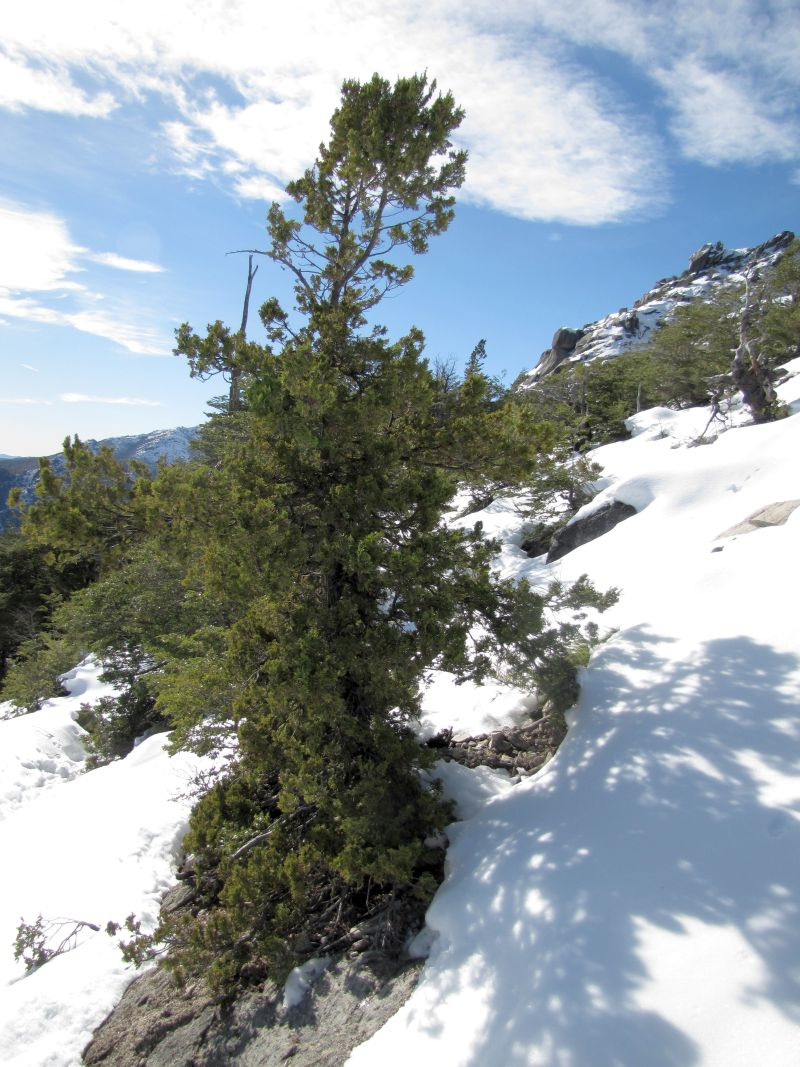
El ciprés de la cordillera, especie característica del sector norte del distrito fitogeográfico subantártico del bosque caducifolio.

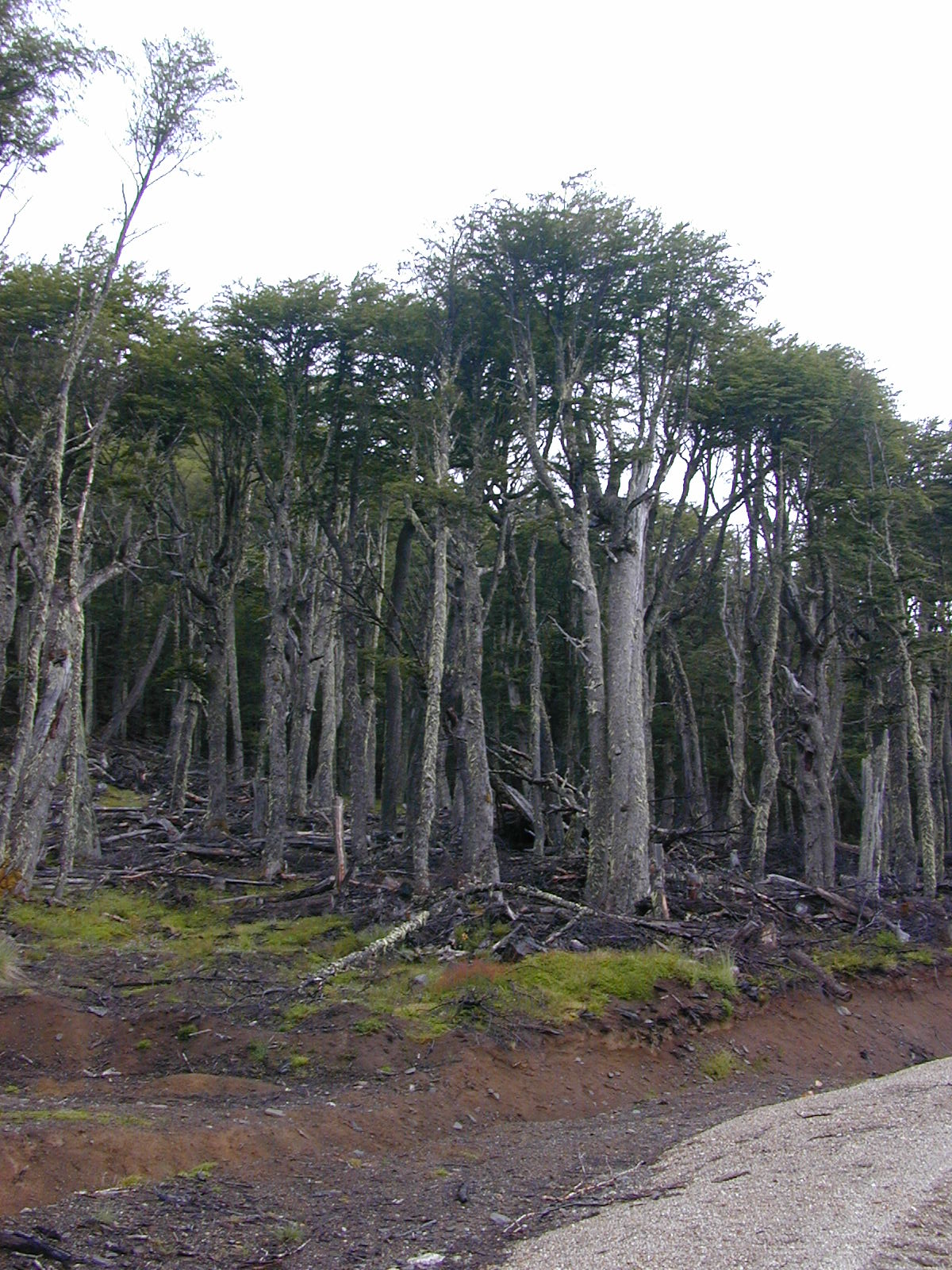
Bosque de lenga de altura en la estancia Chacabuco (Parque Patagonia), Sector El Furioso. XI Región, Patagonia Chilena.

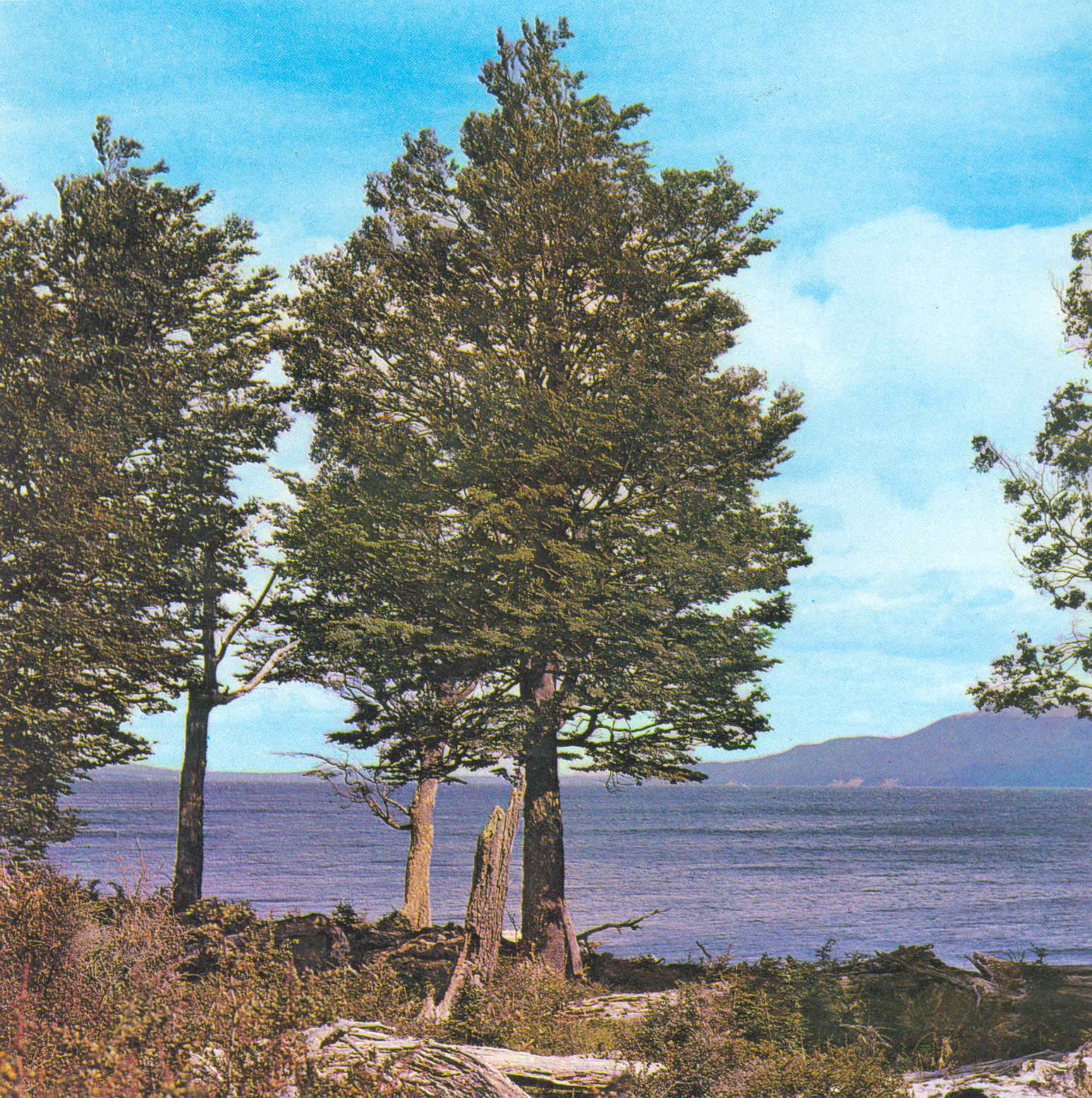
La lenga, especie característica del distrito fitogeográfico subantártico del bosque caducifolio.

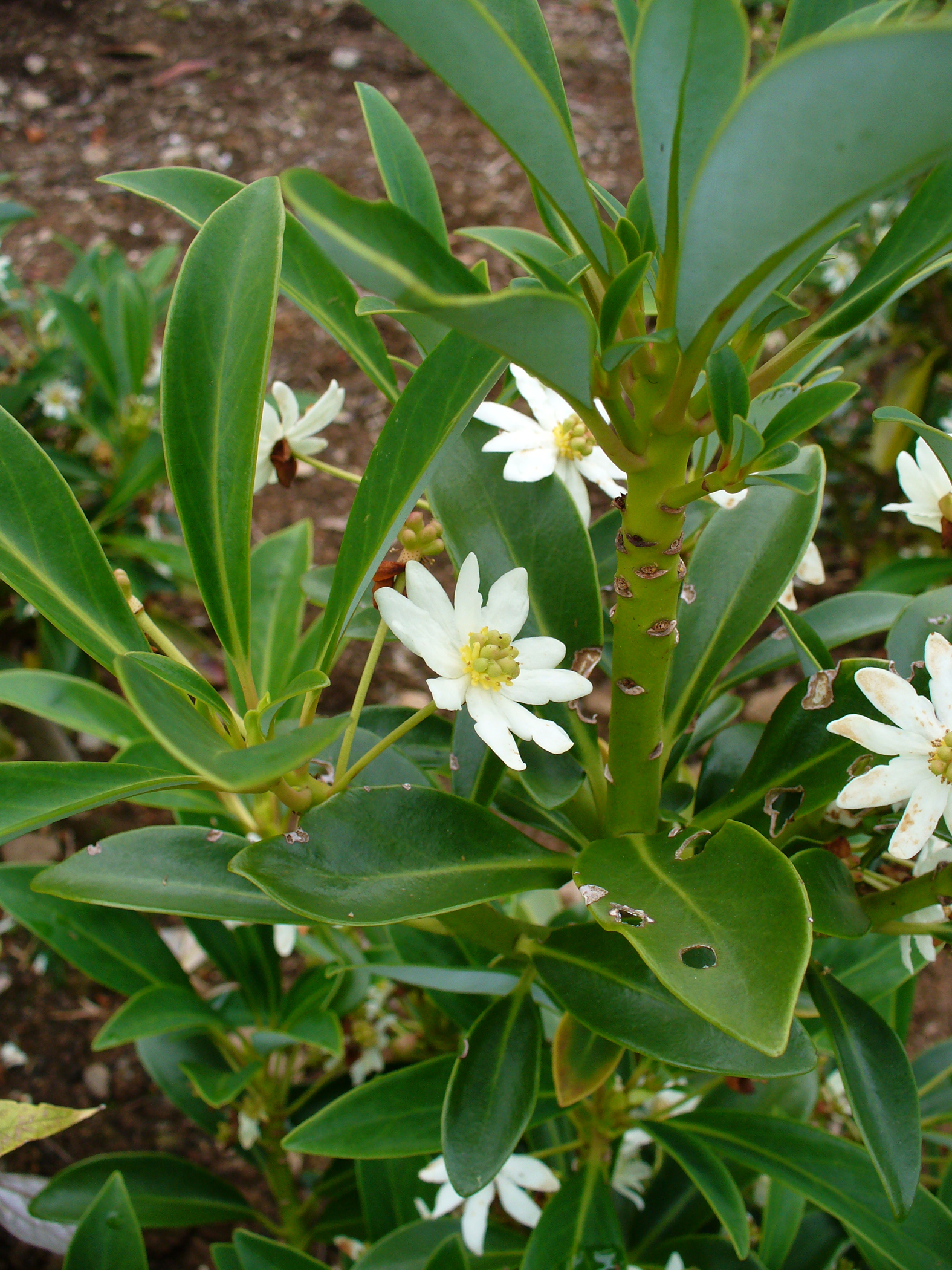
El canelo enano (Drimys andina), especie arbustiva característica del sotobosque de los bosques caducifolios dominados por la lenga.

## Distribución
Según la clasificación de Ángel Lulio Cabrera, este distrito fitogeográfico se presenta como una angosta franja en la vertiente occidental de la cordillera de los Andes en el centro-sur de Chile, la que desde los 37°S pasa a la vertiente oriental de dicho encadenamiento, discurriendo hacia el sur como una angostísima ceja por el sudoeste de la Argentina, de norte a sur, en las provincias de: Neuquén, Río Negro, Chubut, Santa Cruz, y Tierra del Fuego Antártida e Islas del Atlántico Sur. En algunos tramos vuelve a reingresar al territorio chileno ya en la Patagonia chilena.
En Chile, sumando los relictos septentrionales, cubre sectores de las siguientes Regiones, de norte a sur: Región de Valparaíso, Región Metropolitana de Santiago, Región del Libertador General Bernardo O'Higgins, Región del Maule, Región del Bío-Bío, Región de la Araucanía, Región de Los Ríos, Región de Los Lagos, Región Aysén del General Carlos Ibáñez del Campo, y la Región de Magallanes y de la Antártica Chilena.
La altitud va desde los 1800 m s. n. m. hasta el nivel del mar en las costas del estrecho de Magallanes y de la isla Grande de Tierra del Fuego. en el sudoeste del océano Atlántico Sur.

## Límites
En el sector del centro-sur chileno al noreste limita con el distrito fitogeográfico altoandino cuyano; hacia el sudeste (también hacia el oeste en todo el sur) lo hace con el distrito fitogeográfico altoandino austral, ambos de la provincia fitogeográfica altoandina.
Más hacia el sur, al noroeste limita con el distrito fitogeográfico subantártico del pehuén; al centro-oeste contacta con el distrito fitogeográfico subantártico valdiviano; al sudoeste y sur limita con el Distrito fitogeográfico subantártico magallánico, los tres distritos pertenecen a la misma provincia fitogeográfica subantártica. Al noreste contacta con el distrito fitogeográfico patagónico subandino; al sudeste contacta con el distrito fitogeográfico patagónico subandino; en su extremo austral, al norte limita con el distrito fitogeográfico patagónico fueguino, todos ellos pertenecientes a la provincia fitogeográfica patagónica.

## Afinidades florísticas
Este Distrito fitogeográfico guarda muy estrecha relación con el distrito fitogeográfico subantártico valdiviano de la misma Provincia fitogeográfica y con la provincia fitogeográfica insular subantártica situada en las islas del Atlántico Sur: Malvinas, Georgias del Sur y Sandwich del Sur. También se relaciona con el distrito fitogeográfico altoandino austral de la provincia fitogeográfica altoandina y con el distrito fitogeográfico patagónico subandino de la provincia fitogeográfica patagónica.

## Características

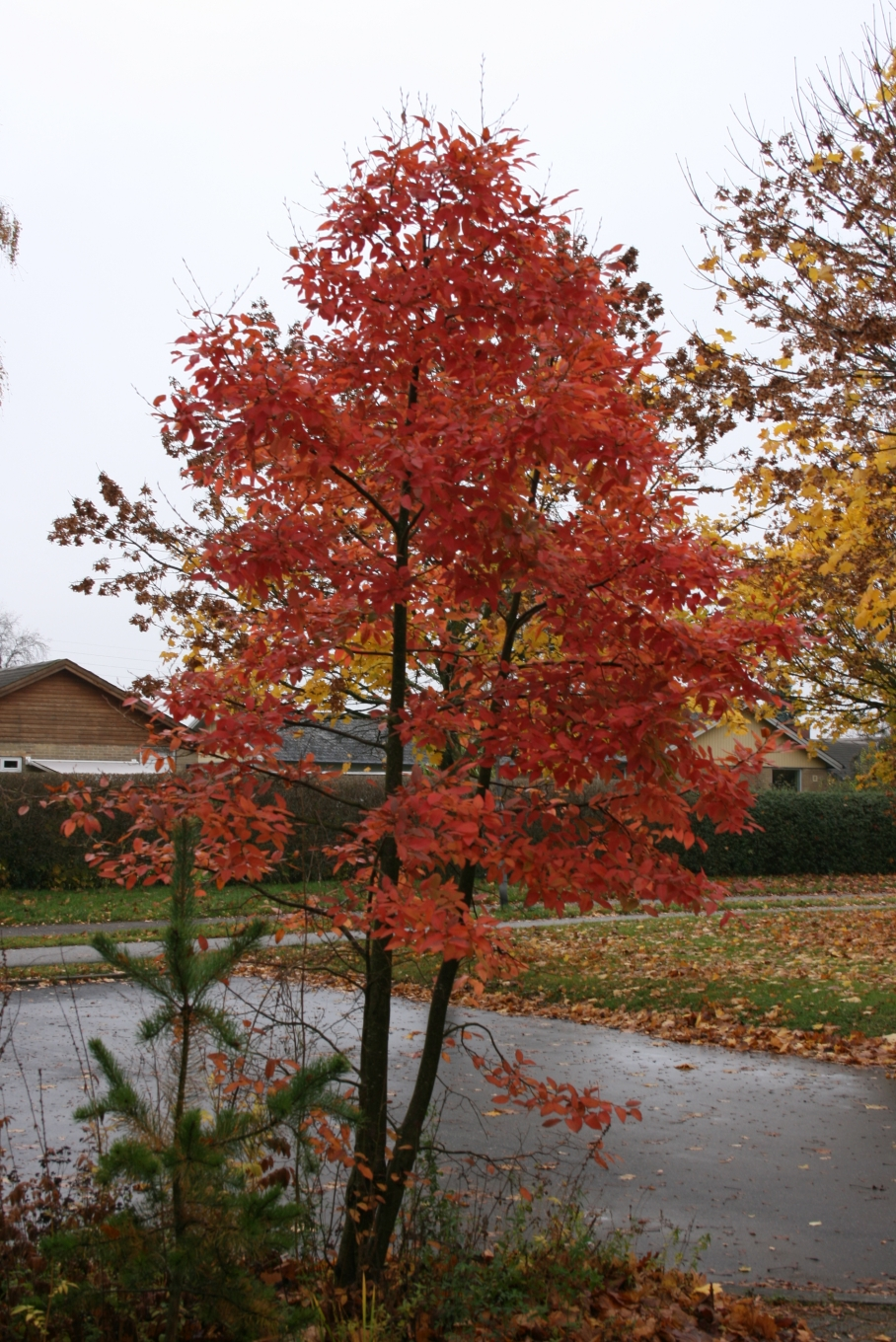
El raulí, especie característica del sector norte del Distrito fitogeográfico Subantártico del Bosque Caducifolio.

El distrito fitogeográfico subantártico del bosque caducifolio se caracteriza por presentar distintas formaciones de bosques templados y fríos, tanto de coníferas como de hayas australes caducifolias del género Nothofagus, en ambos casos con especies adaptadas a la falta de humedad y al frío. En ellos dominan géneros e incluso familias de distribución austral. También son frecuentes las turberas, mallines, bosques achaparrados de árboles enanos en los pisos superiores de las montañas, resultado del peso de la nieve que se acumula en el invierno y de los fuertes vientos que se presentan en estas alturas durante todo el año.

## Suelos
Los suelos son rocosos con una fértil capa superficial de cenizas de origen volcánico.

## Relieve
El relieve es montañoso, con valles y lagos de origen glaciar.

## Clima

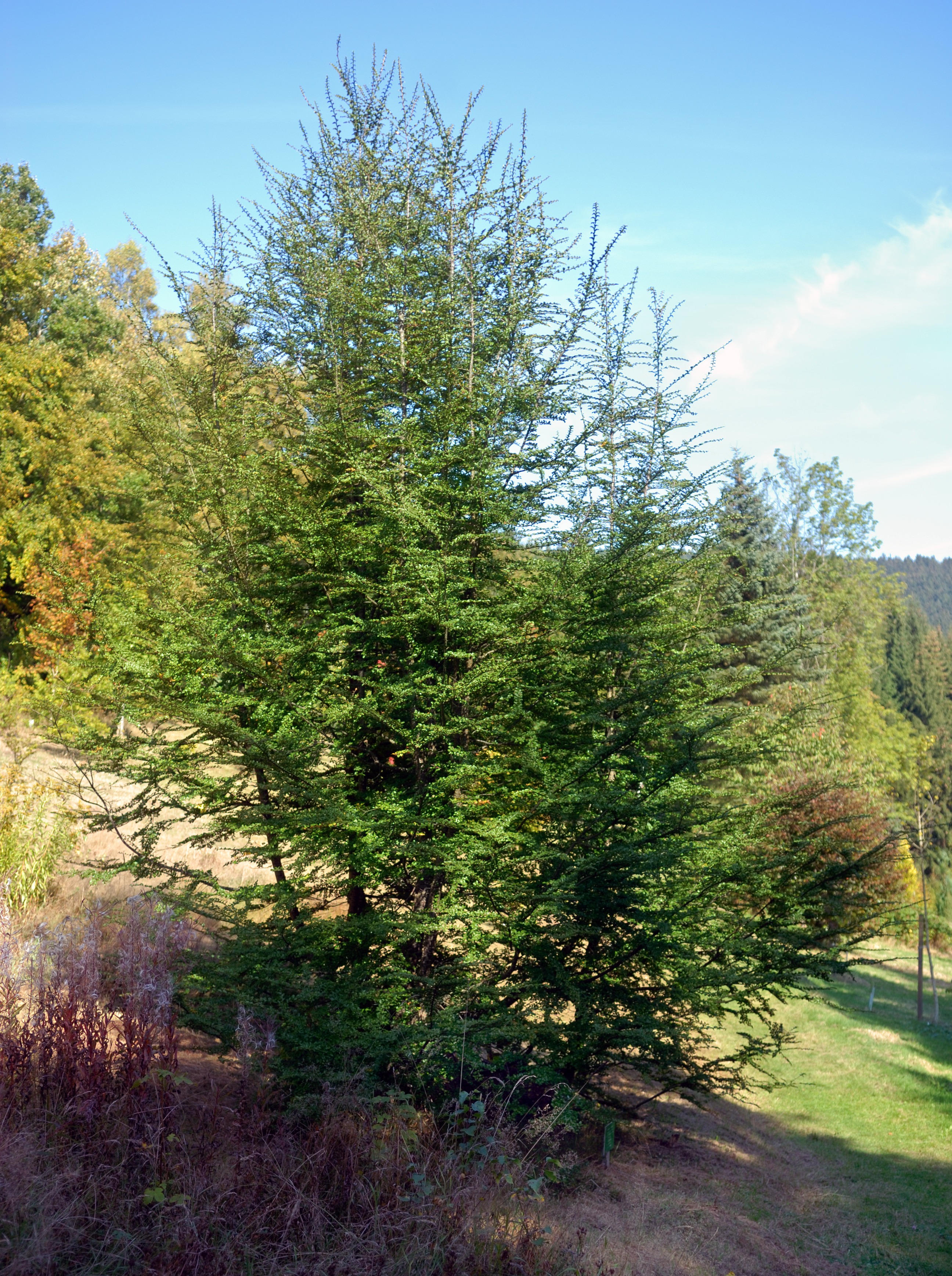
El nirre, especie característica del Distrito fitogeográfico Subantártico del Bosque Caducifolio.

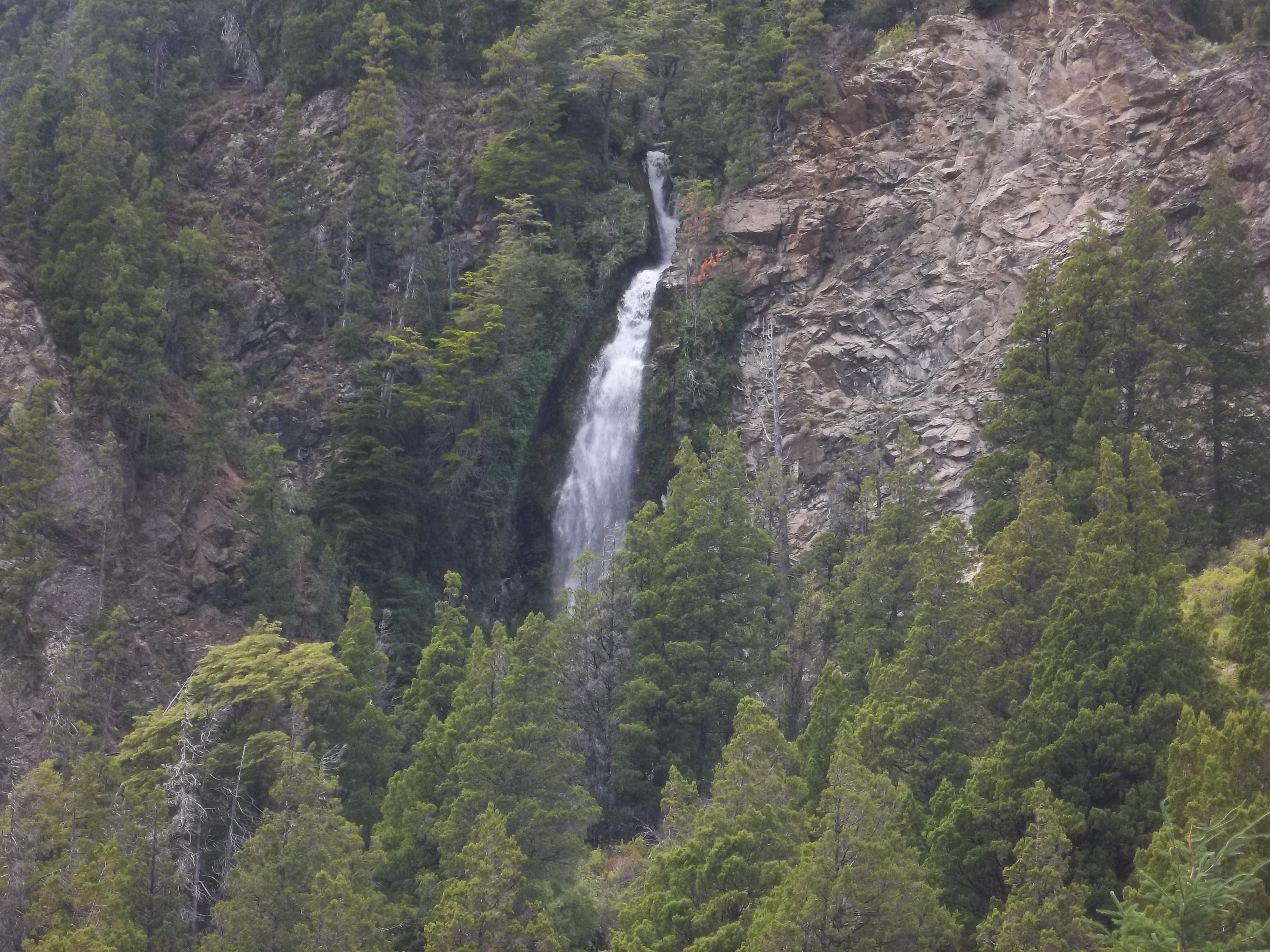
Cascada de la Virgen, provincia de Río Negro, Argentina, bosque de ciprés de la cordillera, Distrito fitogeográfico Subantártico del Bosque Caducifolio.

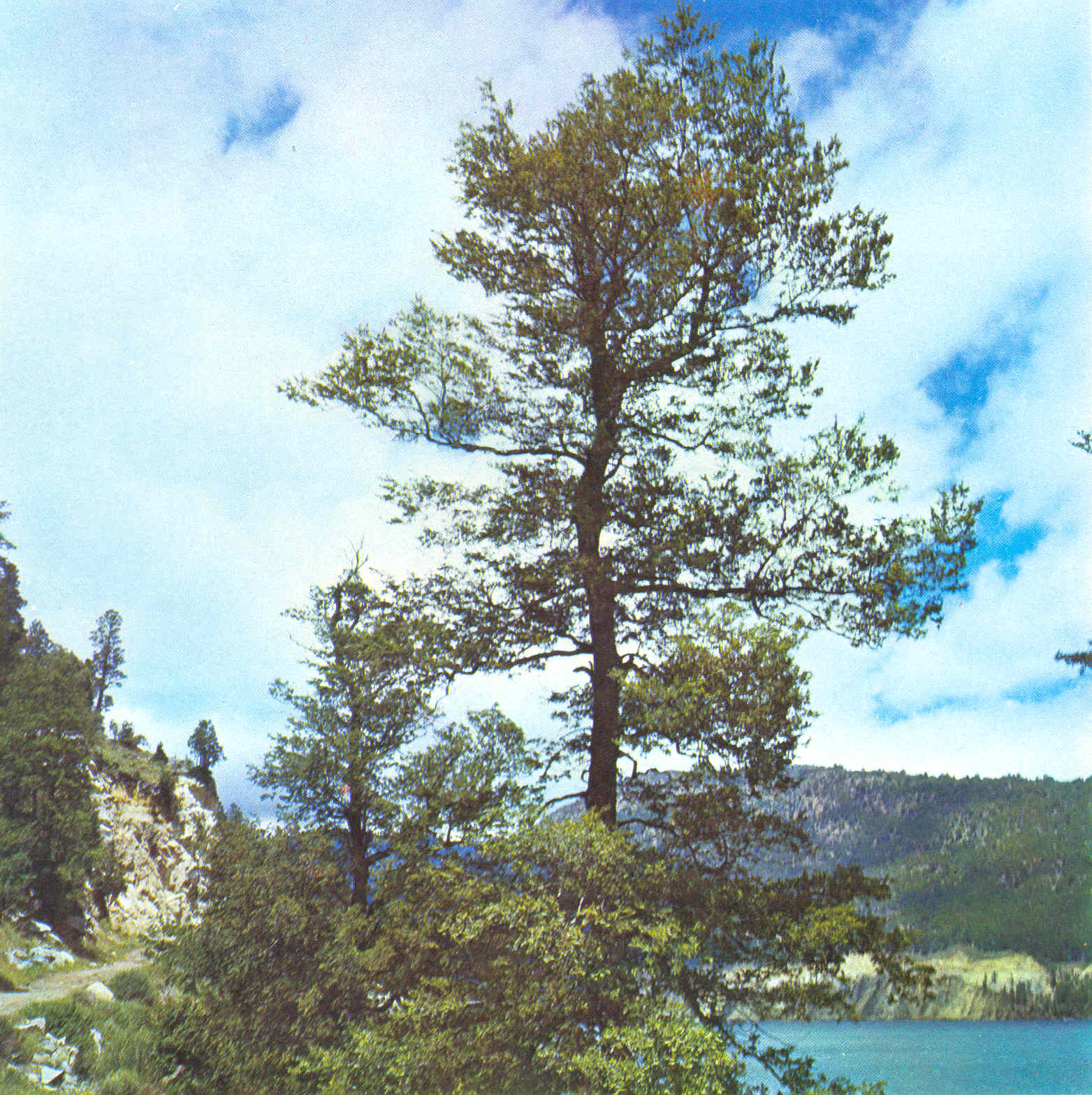
El roble-pellín, especie característica del sector norte del Distrito fitogeográfico Subantártico del Bosque Caducifolio.

El clima más característico es el patagónico húmedo, el cual en general es frío y húmedo pero más seco que en otros Distritos, con nevadas y heladas todo el año. Es más templado hacia el norte y en especial hacia el noroeste donde es afectado por las corrientes frías de la costa del Pacífico Sur, lo que redunda en menores precipitaciones estivales por lo que se presentan distintos tipos de clima mediterráneo. Es mucho más frío hacia el sur, incluso con presencia de nieve cubriendo el bosque varios meses en el invierno.
El clima es húmedo, causado por el ingreso de masas de aire húmedo desde el océano Pacífico, que pierden gran parte de su humedad en forma de precipitaciones al colisionar con la cordillera de los Andes. Estas son más abundantes en el invierno.
Los acumulados generalmente van desde un mínimo de 380 mm hasta los 1500 mm.

## Especies principales
Las comunidades clímax de este distrito fitogeográfico son los bosques de coníferas xerófila y los de especies caducifolias de hayas australes del género Nothofagus. Los primeros, y algunas de las especies de las segundas, sólo se presentan en la mitad norte del distrito (uno de los dos subdistritos en que se divide este, llamado "bosque valdiviano caducifolio" por presentarse como una franja bordeando a la selva o bosque valdiviano lluvioso, pero de forma más seca y de tipo caducifolia, más pobre en biodiversidad) y no en la mitad sur (el otro subdistrito, llamado "bosque magallánico caducifolio" por presentarse como una franja que bordea por en este y norte a la selva o bosque magallánico lluvioso, pero también de forma más seca y de tipo caducifolia, de menor biodiversidad) 
Estrato emergenteEn este estrato encontramos los árboles más grandes, que crecen entre 35 a 45 metros de alto (con algunos ejemplares de hasta 50 metros) siendo árboles realmente gigantes, pero que solo crecen y conforman este estrato en la mitad norte del distrito. La lenga (Nothofagus pumilio) es la especie dominante que crece en toda la extensión de bosques del distrito, hasta la mitad sur por el estrecho de Magallanes y la isla de Tierra del Fuego donde solo esta especie conforma el estrato emergente. También en la mitad norte como emergentes crecen el roble-pellín (Nothofagus obliqua), el raulí (Nothofagus alpina), ciprés de la cordillera (Austrocedrus chilensis) que es la conífera xerófila codominante del bosque junto con la lenga, pero solo en la parte norte; etc.
Estrato del doselCon una altura de entre 10 a 30 metros, mantiene más sus especies de norte a sur, entre las que están: el ñire (Nothofagus antarctica), el radal (Lomatia hirsuta), el maitén común (Maytenus boaria), la laura (Schinus montanus), el notro (Embothrium coccineum), etc.
Estrato arbustivo o sotobosqueDestaca la aparición de la caña colihue (Chusquea culeou), típica de la selva valdiviana lluviosa, que llega a ingresar a este distrito en su parte más húmeda y próxima de la selva, pero solo en el sector norte. Entre los arbustos, los más conocidos son las berberidáceas, como el calafate (Berberis microphylla) y el michay (Berberis darwinii), el chín-chín (Azara microphylla), Phacelia secunda, la chaura (Pernettya mucronata), el chacay (Ochetophila trinervis), Discaria × serratifolia, el maqui (Aristotelia chilensis), el pichi (Fabiana imbricata), Colletia spinossisima, el canelo enano (Drimys andina), etc.
Estrato herbáceogeneralmente dominado por varias especies de Amancay, de orquídeas terrestres, de helechos xerófilos, y otras herbáceas y gramíneas. Destacan: Acaena, Phacelia secunda, Viola maculata, Viola buchtienii, Senecio microcephalus, Cystopteris fragilis,Adenocaulon chilense, Blechnum penna-marina, Osmorhiza berteroi, Polystichum mohrioides, Loasa argentina, Codonorchis lessonii, Gunnera magellanica, el amancay (Alstroemeria auriantiaca), etc.
Estrato epifítico y muscinalAbundan los líquenes, musgos, parásitas del género Myzodendron, hongos como el llao-llao (Cyttaria darwinii), etc.
Estrato escandenteDestacan: el Eccremocarpus scaber, las virreinas (Mutisia retusa, Mutisia decurrens, y Mutisia espinosa), Ribes magellanica, etc.